# Derek Sikua
Derek Sikua, född 10 oktober 1959, är en politiker från Salomonöarna. Han var Salomonöarnas premiärminister från 20 december 2007 till 25 augusti 2010.